# Philadelphia Nationals
I Philadelphia Nationals furono un club calcistico Statunitense attivo a Filadelfia dal 1936 al 1954 nella ASL II. Giocarono le loro partite interne al Holmes Stadium.

## Storia
Fondati come Philadelphia Passon, nel 1941 presero la denominazione di Nationals vincendo quattro campionati nazionali. Il club ha fatto un "mini-double" nel 1949 e nel 1951, vincendo il campionato e la coppa (Lewis Cup). Vinse di nuovo la Lewis Cup nel 1952

## Palmarès

### Competizioni nazionali
- American Soccer League: 4

1948-1949, 1949-1950, 1950-1951, 1952-1953

### Altri piazzamenti
- National Challenge Cup:

Finalista: 1949, 1952
Semifinalista: 1950